# East Challow
East Challow – wieś i civil parish w Anglii, w Oxfordshire, w dystrykcie Vale of White Horse. W 2011 civil parish liczyła 769 mieszkańców.